# Турбівка
Ту́рбівка — село в Україні, в Корнинській селищній територіальній громаді Житомирського району Житомирської області. Знаходиться по обидва боки річки Калинівка, у середній її частині. У селі річку перетинає автошлях Т 0611. В межах села на річці споруджено невеликий ставок. Населення становить 423 осіб.

## Історія села
Село відоме з XVIII століття. За переказами, після навали татарської орди у 1240 році було знищено місто Турбів (нині Вінницька область). Вцілілі жителі втекли на північ, три сім'ї поселилися біля джерела на березі річки Калинівка і в пам'ять про своє місто назвали поселення Турбівкою.
Радянську окупацію у селі встановлено у січні 1918 року.
У 1920 році тут розмістився загін Першої Кінної армії, комісаром якого був П. С. Рибалко. У 1943 році П. С. Рибалко був командиром 3-ї гвардійської танкової армії, що визволяла Турбівку та взяла рубіж Скочище—Корнин—Турбівка—Брусилів—Ставище.
Колишній орган місцевого самоврядування — Турбівська сільська рада.

## Населення

### Мова
Розподіл населення за рідною мовою за даними перепису 2001 року:
| Мова       | Кількість | Відсоток |
| ---------- | --------- | -------- |
| українська | 413       | 97.64%   |
| російська  | 9         | 2.12%    |
| білоруська | 1         | 0.24%    |
| Усього     | 423       | 100%     |